# مملكة الخزاعل
مملكة الخزاعل، المعروفة أيضًا باسم إمارة الخزاعل، والتي أطلق عليها البريطانيون رسميًا اسم مملكة الفرات الأوسط والجنوب، كانت مملكة عربية شبه مستقلة في أراضي العراق المعاصر، قاومت الحكم الاستعماري العثماني منذ أوائل القرن السادس عشر حتى أوائل القرن العشرين. حكمتها الأسرة الملكية الخزاعلية، وهي سلالة مشيخية من بني خزاعة، وتمتعت بسيادة عسكرية واقتصادية وسياسية، خاصة في منطقة الفرات الأوسط والأسفل.
في أوج قوتها خلال القرون السابع عشر والثامن عشر والتاسع عشر، امتد حكم الخزاعل من مدينة عانة شمالًا إلى البصرة جنوبًا، بما في ذلك الضواحي الجنوبية لبغداد وجميع المدن الواقعة على ضفتي نهر الفرات، مع السيطرة على جميع الأراضي الزراعية والقوة القبلية ضمن حدودها. اشتهر أمراء الخزاعل بمقاومتهم المسلحة الشرسة ضد السلطة العثمانية على مدى قرون، وبامتلاكهم الواسع للأراضي، وبثروتهم الطائلة التي جمعوها من خلال فرض الضرائب على طرق التجارة في طريق الحرير واحتكار الإنتاج الزراعي. كما ينسب إليهم الفضل في ترسيخ المذهب الشيعي في بلاد الرافدين وإنهاء حكم الدولة العثمانية الذي دام 383 عامًا في العراق.

## التاريخ

### مرحلة ما قبل التكوين
قبل أن تصبح إمارة مستقلة، كان الخزاعل – المعروفون في العربية باسم خزاعة أو خزاعه أو خزاعه – ذوي تاريخ طويل في بلاد الرافدين، إذ انتقلوا من مكة في المملكة العربية السعودية الحالية في تاريخ غير محدد خلال الفتوحات الإسلامية، بينما يربط بعض الباحثين انتقالهم كوحدة قبلية متماسكة إلى بلاد الرافدين في القرن الرابع عشر. وأول سجل معروف لهم كوحدة قبلية في العراق كان عام 1580 من خلال المسح العقاري العثماني، الذي أبرز شيوخ الخزاعل ومواشيهم في منطقة الرماحية بالفرات الأوسط. ومع ذلك، تشير تحليلات معاصرة أجراها الإداريون الاستعماريون البريطانيون للحصون التي أسسها الخزاعل – ولا سيما حصن رُحابة الواقع على بُعد 20 ميلًا جنوب غرب النجف – إلى وجود سلطة حكم لهم في المنطقة منذ أوائل القرن السادس عشر أو ربما قبل ذلك.
لعب الخزاعل دورًا مهمًا في قيام الخلافة العباسية، إذ شغل بعض أفراد الأسرة القبلية مناصب رفيعة لدى خلفاء بغداد، منها الوزارة، ورئاسة البريد، وحامل الخاتم الملكي، وحكام الولايات العباسية، ورئاسة الجيوش العباسية، وغيرها.
قبل هجرتهم إلى بلاد الرافدين من موطنهم الأول حول المدينة المنورة، كان للخزاعل دور بارز في بدايات الإسلام، إذ تولوا سدانة الكعبة في مكة لنحو 400 عام قبل النبي محمد. وبصفتهم من أوائل أنصار الإسلام، ساهموا بشكل كبير في جيش النبي محمد خلال فتح مكة، الذي بدأ نتيجة نقض صلح الحديبية من قبل بنو بكر ضد الخزاعل (بنو خزاعة). كما انتمى إلى القبيلة عدد من الصحابة وأفراد من أسرة النبي محمد.

### التكوين المبكر
بعد أن استولى العثمانيون على بغداد من الصفويين عام 1534، سيطروا على معظم الأراضي حول المدينة، لكنهم لم يتمكنوا من إخضاع مناطق الفرات الأوسط والأسفل بسبب مقاومة الحكام القبليين المحليين من الخزاعل. وعلى الرغم من أن السجلات العثمانية لا تذكر أسماء حكام الخزاعل في تلك الفترة، فقد أشار الرحالة البريطاني رالف فيتش عام 1583 إلى مقاومة هؤلاء الحكام العرب المحليين في منطقة البصرة على ضفاف نهر الفرات.
وقبل حكم الخزاعل للفرات الأوسط تحت راية شاه إيران، كان مير ناصر – المعروف أيضًا باسم ناصر بن مهنا أو ناصر آل مهنا – ملكًا خزاعليًا على الامتداد الجنوبي للعراق، من النجف إلى الفلوجة، في أواخر القرن السادس عشر وبدايات القرن السابع عشر. وعلى الرغم من أن العراق كان رسميًا تحت الحكم العثماني، فإن سلطة الباشا كانت ضعيفة خارج بغداد، مما أدى إلى قبول متردد لسلطة الأمير مهنا، وكان ذلك مؤقتًا. وكما كتب المؤرخ البريطاني ستيفن هلمزلي لونغريك:
"كان مير ناصر أو ناصر بن مهنا في عام 1604 "ملك" الامتداد الجنوبي الذي يمتد من النجف إلى الفلوجة. كانت النجف، دائمًا متعصبة والآن فقيرة بعد وفاة الشاه طهماسب الذي كان يمدها بالموارد، قد اعترفت بسلطة هذا الحاكم الصحراوي. أما كربلاء، التي لم تكن أقل تعصبًا لكنها أكبر وأكثر ازدهارًا، فكانت مركز ديرته."
عندما انقطعت المدفوعات المرسلة للمراكز الدينية الشيعية في كربلاء والنجف من الدولة الصفوية بعد وفاة الشاه طهماسب عام 1576، ومع غزو العثمانيين لإيران عام 1603 وإخراج الإنكشارية من المنطقة، ثبّت الأمير مهنا حكمه على الإقليم عام 1604.
ويرى بعض الباحثين أن الحكم الرسمي للخزاعل بدأ عام 1622، عندما استعاد الصفويون السيطرة على بلاد الرافدين من العثمانيين الذين كانوا يسيطرون على البلاد منذ 1534. وقد عيَّن الشاه عباس الكبير الشيخ مهنا بن علي الخزاعلي خانًا على الفرات الأوسط من هيت إلى الأقره (الناصرية). وكان مركز حكمه في السماوة وامتدت سلطته عبر منطقة الجَزَائِر جنوب بلاد الرافدين. لكن حكمهم تحت الصفويين لم يدم طويلًا، إذ انتهى عام 1641 بعد إعادة فتح بلاد الرافدين من قبل مراد الرابع، ووقعت معركة دامية استمرت عدة أشهر وانتهت بمجزرة قُتل فيها المئات من الخزاعل، وجُلب 600 رأس من كبار رجالهم كغنائم حرب إلى بغداد. لجأ الشيخ مهنا وأتباعه إلى فارس، حيث منحهم الشاه صفي إقطاعية زيدون على الساحل الشرقي للخليج العربي. لكن ذلك لم يُنهِ الحكم شبه المستقل للخزاعل، إذ هاجموا القرنة عام 1653، وثاروا عام 1657، وتحركوا مع المنتفق ضد البصرة عام 1690، ونهبوا القرى مع شمر وعنزة عام 1705 مهددين الحلة.

### مطلع القرن الثامن عشر
في الأشهر الأولى من عام 1700، اجتاحت فيضانات هائلة الفرات الأسفل، مما شل القوات العثمانية. استغل ابن عباس، شيخ الخزاعل، الموقف واستعاد حصن الرماحية القديم، وحصن حسكة وأطراف النجف. ثم حاصر ابنه، الشيخ سلمان الخزاعلي، الحلة.
أدرك مصطفى الثاني سلطان الدولة العثمانية الخطر على نفوذ إمبراطوريته في بلاد الرافدين، فأرسل والي بغداد الجديد دالتبان مصطفى باشا – الذي أصبح لاحقًا صدرًا أعظم – لتجهيز قوة عسكرية ضخمة ضد الخزاعل. جُمعت قوات كردية وفرسان تيمار من نصف الإيالات في شرق تركيا، وجُلبت الأسلحة الثقيلة على طول نهر دجلة بواسطة أسطول نهري إلى والي البصرة.
ورغم أن التدخل نجح في صد التقدم، فإنه لم يُخرج الخزاعل من مناطق سيطرتهم السيادية.
أدى تحويل مجرى نهر الفرات إلى خلق قناة جديدة شرقًا نحو حسكة، ما نتج عنه تكوين أراضٍ مغمورة شاسعة شبيهة بالبحار، مما منح الخزاعل لقب «ملوك الأهوار» في العراق. دعا الأمير سلمان، زعيم الخزاعل وأكبر إخوة الشيوخ محمد وحمد، إلى الاستقلال بين القبائل العربية، مما جعل الخزاعل القوة الأبرز في الفرات الأوسط. وكما كتب المؤرخ فيصل حسين:
"رفضوا دفع الضرائب وحصّنوا مواقعهم في الأهوار... أعلن سلمان سيادته في المنطقة بين حسكة والنجف ونشر دعوته للاستقلال بين القبائل المجاورة... وبعد نقل الفلاحين لزراعة أراضيه الجديدة، حاصر الشيخ سلمان حصن الحلة، آخر معاقل العثمانيين في الفرات الأوسط... ظهر الشيخ سلمان عام 1700 ومعه قوة عسكرية كبيرة من عشرة آلاف مقاتل مسلحين بالبنادق والرماح. وبحلول عام 1701، كان قد بسط نفوذه على معظم مناطق الرماحية."
أرسل عمجة زاده كوبريللي حسين باشا، الصدر الأعظم العثماني، رسالة تهديد إلى الشيخ سلمان يحذره من تحدي «سيد الطين والماء»:
"حين يظهر غضب البادشاه [السلطان]، نعوذ بالله من العاقبة، فإن الصخر والطين، ودواب البر والبحر، وحتى الطيور على الأشجار سيكونون أعداءك."
ورد سلمان واصفًا الرسالة بأنها "كلام متغطرس وجهل مركب" وأنه "يستحق التأديب والعقاب".

### حكم الأهوار والمقاومة
مع تشكّل أهوار الفرات الواسعة – التي لا تزال موجودة حتى اليوم – جعل الخزاعل مركز ديرتهم داخل الأهوار، محوّلين تقاليدهم البدوية القديمة إلى حياة شبه مستقرة. هذا النمط المعيشي المائي جعل من الصعب جدًا على الجيوش العثمانية غزوهم أو إخضاعهم. وكما يوضح حسين: "خرج الخزاعل من أهوار الفرات الأوسط المزدهرة، فبنوا قوتهم وتحدوا سلطة واحدة من أقوى الإمبراطوريات في العصر الحديث المبكر".
استخدم الخزاعل مياه الأهوار في تربية المواشي والزراعة، وكذلك كمراكز للمقاومة والدفاع. وكان الرحالة يصفونهم بأنهم "شعب برمائي بحق، يعيش على الماء كما يعيش على اليابسة".
وصف جوزيف بوشامب مشهد النساء وهن ينقلن أطفالهن عبر المياه بوضعهم في حزم من القصب أثناء السباحة، بينما لاحظ ويليام فرانسيس أينسوورث أن المواليد يُربّون في بيئة مائية منذ نعومة أظافرهم.
وأشار الرحالة الاسكتلندي جيمس بيلي فريزر إلى أن آلاف القنوات المحيطة بمساكنهم جعلتهم "شديدي البأس والاستقلال، وغيورين للغاية على مناطقهم".
في أغسطس 1701، وضع الباب العالي خطة لإزالة الخزاعل، فموّل مصطفى الثاني شخصيًا حملة لتحويل مجرى الفرات إلى قناته القديمة عبر الرماحية. وعلى الضفة المقابلة في حسكة، دعا الأمير سلمان كل القبائل العراقية إلى النفير العام، فاستجابوا وجمع جيشًا هو الأكبر في العراق منذ قرون، قُدّر بأكثر من 100 ألف مقاتل.
وقعت المعركة في 19 ديسمبر 1701 قرب دياب، وبدأت بمباغتة العثمانيين، لكن الأسلحة الثقيلة مثل بندقية أبوس ومدفع الرشاش الصف والقنابل العنقودية قلبت الموازين.
قُتل عشرة آلاف، وأُسر مثلهم، وقُطعت أصابع وأُعدم المئات، وأُحرقت القرى، بينما غرق آخرون في الفرات.
احتفل العثمانيون بإقامة هرم من ألف رأس مقطوعة كتحذير، بينما ذكر مؤرخو العرب أن الانسحاب إلى الأهوار كان تكتيكًا ناجحًا، إذ عاد سلمان في أبريل 1702 واستعاد حسكة بعد انسحاب العثمانيين.

### الحملات العثمانية ضد المملكة
مقارنةً بجميع القوى القبلية الأخرى، كان الخزاعل الأكثر مقاومة لمطالب الدولة العثمانية، وخاضوا أكبر عدد من المعارك ضدها، باعتبارهم أقوى إمارة في بلاد الرافدين.
بلغت قوة الخزاعل حدًّا جعل أحد المؤرخين المعاصرين يصفهم: "من بين قبائل العراق، الخزاعل... يُقال إنهم الغيم إذا هطل، والأسود إذا هجمت".
خلال القرن الثامن عشر وحده، وثّق المؤرخون معارك دامية بين الخزاعل والدولة العثمانية في أعوام 1701، 1708، 1746، 1764، 1781، 1782، 1784، 1785، و1787 – كانت جميعها محاولات من الباب العالي لإضعاف قوة الخزاعل.
وفي النصف الثاني من القرن الثامن عشر، كانت الدولة العثمانية ترسل أعمدة من الجنود لمهاجمة الخزاعل بشكل شبه سنوي.
في فصل "معركة العمالقة"، كتب ستيفن لونغريغ:
"في عام 1705، كانت الحملة الرئيسية ضد سلمان، زعيم الخزاعل، الذي انضم إليه مقاتلون من شمر وعنزة، ونهبوا قرى بغداد وهددوا الحلة. لم تكن قواته مجرد حشد قبلي، بل ظهرت بها ملامح إدارة بدائية مع توسع سريع."
عندما وصل والي بغداد حسن باشا إلى حسكة مع الجيش، لم يجد أثرًا للخزاعل؛ إذ انسحبوا عبر الأهوار إلى البصرة، معقل آل منتفق وقاعدة قوة للخزاعل أيضًا.
ونظرًا لأن العثمانيين لم يتمكنوا من هزيمة تحالف الخزاعل والمنتفق – الذي جمع نحو 100 ألف مقاتل – عاد الوالي إلى بغداد.
وبعد ثلاث سنوات، أي في عام 1708، جهّز جيشًا من 50 ألف جندي وسار إلى البصرة لمواجهة الإمارتين المتحالفتين.
تحصّن المقاتلون بين أهوار نهر عنتر، وهو فرع من الفرات، وعجز العثمانيون عن القتال على هذا النطاق، فسدّوا النهر بأخشاب ضخمة يحمل كل منها خمسون جنديًا. وبعد إتمام السد، استمرت المعركة لأسابيع، لكن العثمانيين لم يتمكنوا من إخضاعهم، ما اعتُبر انتصارًا للقبائل.
في ربيع 1746، شنّ علي باشا حملة رئيسية ضد الخزاعل بقيادة الأمير حمد آل حمود، لكن قواته هُزمت هزيمة نكراء، حتى أن أناشيد النصر للأهوار وصلت إلى سكان بغداد وإلى الباب العالي.
وفي عام 1764، أطلق والي بغداد الجديد عمر باشا حملة ضد الخزاعل، فدمّر معاقلهم في لملوم، وعيّن شيخًا مواليًا له، وقطع رؤوس عدد من زعمائهم. لكن الأمير حمد فرّ وعاد لاحقًا بعد وعود زائفة بوقف المقاومة.
أما في عام 1780، فقد عيّن الباب العالي بيوك سليمان باشا واليًا على العراق (1780–1802)، لكنه واجه أقوى وأشد زعيم في تاريخ الخزاعل: الأمير حمد بن حمود (ت. 1799).
أعاد حمد سيطرة الخزاعل على حسكة وتحدّى السلطة العثمانية، معرقلًا جهود مركزة لبويك باشا.
قاد الوالي حملة ضده وصفها جيمس بيلي فريزر بأنها محاولة "لتعليم هؤلاء المتوحشين البرمائيين معرفة أسيادهم".
لكن القبائل أغرقت السهول بكسر السدود ولجأت للأهوار، فعجز العثمانيون عن التقدم. عندها أمر الوالي بسد الأنهار، ووصف عثمان البصري السد بأنه "السور العظيم" الذي يمنع يأجوج ومأجوج.
وبعد شهرين، شحّت المياه عن مواشيهم وزراعتهم، فأغلق العثمانيون الثغرات وتقدّموا، ما أجبر حمد على الفرار غرب الفرات، وفرضت عليه الضرائب وغرامات مالية قبل منحه العفو.

### السيطرة على البصرة
تاريخيًا، سيطرت قبائل الخزاعل والمنتفق وآل بو محمد على البصرة، ولم يكن لمماليك باشاواتها سوى نفوذ شكلي، إذ كانت القرارات بيد الأمراء القبليين.
في عام 1775، وأثناء احتلال البصرة 1775, تحالف الفرس مع الخزاعل ضد المنتفق وبنو خالد والعثمانيين بقيادة سليمان آغا، فحاصروا المدينة.
وبحلول ربيع 1776، بلغ الجوع والفقر حدًّا دفع الفقراء لبيع كل ما يملكون مقابل الخبز. أرسل والي بغداد رسالة يأمر بالاستسلام، فاستسلم سليمان آغا.
دخل الفرس بجيش من 6000 جندي وفرضوا النظام، لكنهم سرعان ما بدأوا بفرض التجنيد الإجباري وإثقال كاهل الفقراء، بينما احتكر الأثرياء المال.
غادر كريم خان زند البصرة في 1779 غير قادر على الحفاظ على احتلاله، فعادت سلطة المدينة إلى زعمائها المحليين، ثم إلى سيطرة عثمانية اسمية في 1780.
في عام 1785، قاد الأمير حمد بن حمود تحالفًا مع المنتفق فاستولى على الزبير واعتقل الملتزم العثماني إبراهيم بيك وفي اليوم التالي، دخلوا البصرة بلا مقاومة تُذكر، واعتقلوا قادة الأسطول وصادروا ممتلكاتهم، لتعود الحكومة القبلية المشتركة.

### الهجمات الوهابية
في العقد الأول من القرن التاسع عشر، بدأ الحركة الوهابية المتحالفة مع آل سعود بمهاجمة مدن النجف وكربلاء، والاعتداء على قوافل الحج في سعيهم للتوسع من نجد.
كان الخزاعل خط الدفاع الأول في العراق، خاصة بعد تعرض حجاجهم لهجوم قرب نجد على يد "الوهابيين المتعصبين".
وفي إحدى المرات، هاجموا قوات وهابية كانت متجهة إلى النجف، بل غزوا نجد في هجوم مضاد.
كانت هذه الغزوات النادرة من المرات القليلة التي تحالف فيها الخزاعل مع العثمانيين ضد عدو مشترك.

## التسليح والحصون

### الأسلحة وحجم القوات
كان الخزاعل معروفين بضخامة حجم جيشهم، الذي بلغ في ذروته نحو 100,000 محارب و30,000 من الفرسان. كان المقاتلون مسلحين بمختلف أنواع السيوف والرماح والمقاليع النارية (المقمل أو بارودة), كما امتلك الخزاعل عدة مدافع، لكنها كانت تُستخدم غالبًا بدافع الفضول، بعد الاستيلاء عليها من انتصاراتهم على الدولة العثمانية.

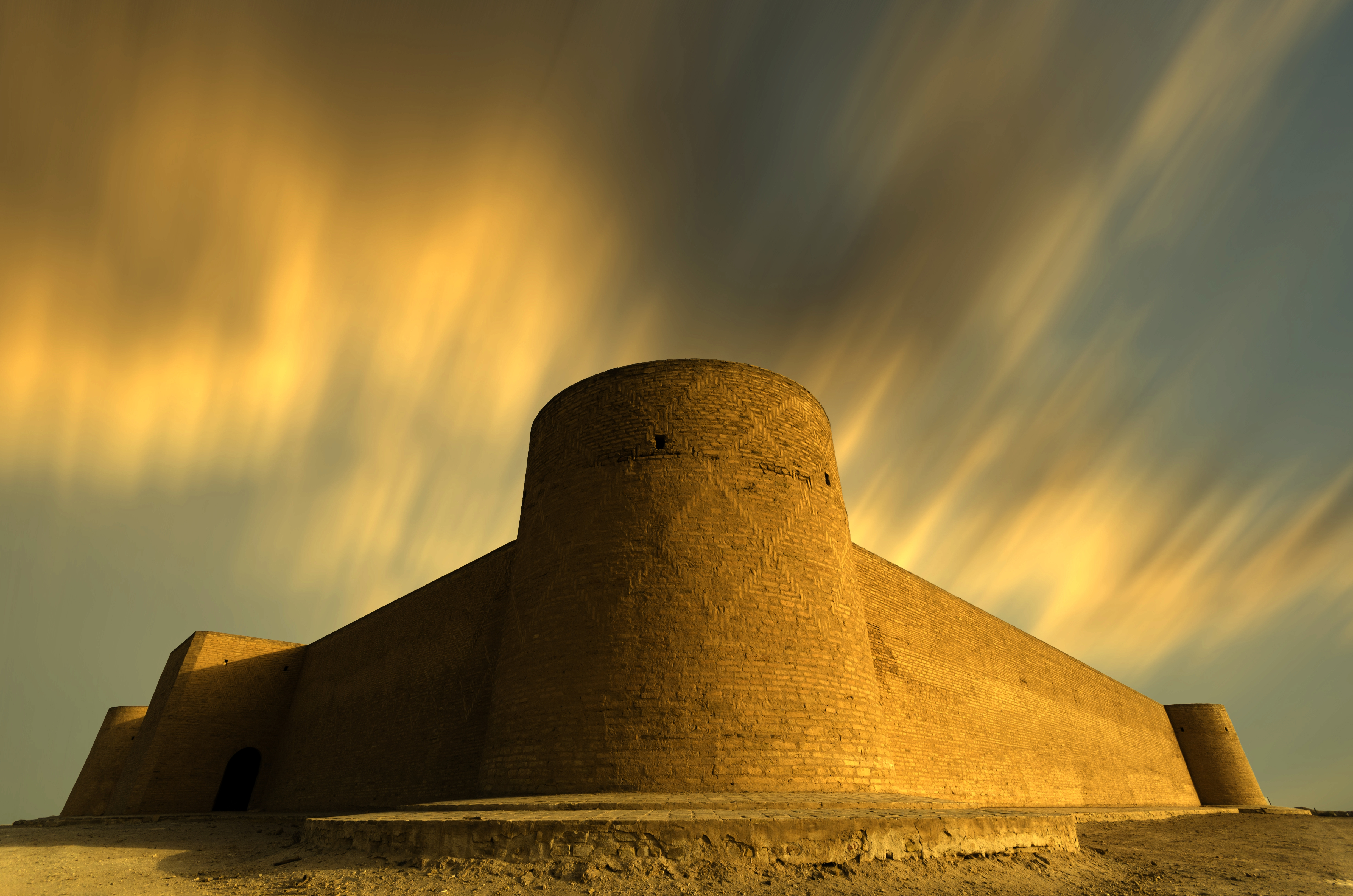
قلعة ذرب، المسماة على اسم الأمير ذِرْب بن مغامس الخزاعي، في الديوانية.

### الحصون
كان الخزاعل أيضًا مشهورين بكثرة الحصون التي يمتلكونها، ومنها قلعة ذرب التي سُمِّيت على اسم الأمير ذِرْب بن مغامس الخزاعي، والتي ما زالت قائمة في الديوانية حتى اليوم. وقد أسس الخزاعل مدينة الديوانية نفسها، وكانت تُعرف سابقًا باسم "ديوانية الخزاعل" (أي مجلس ضيافة الخزاعل).

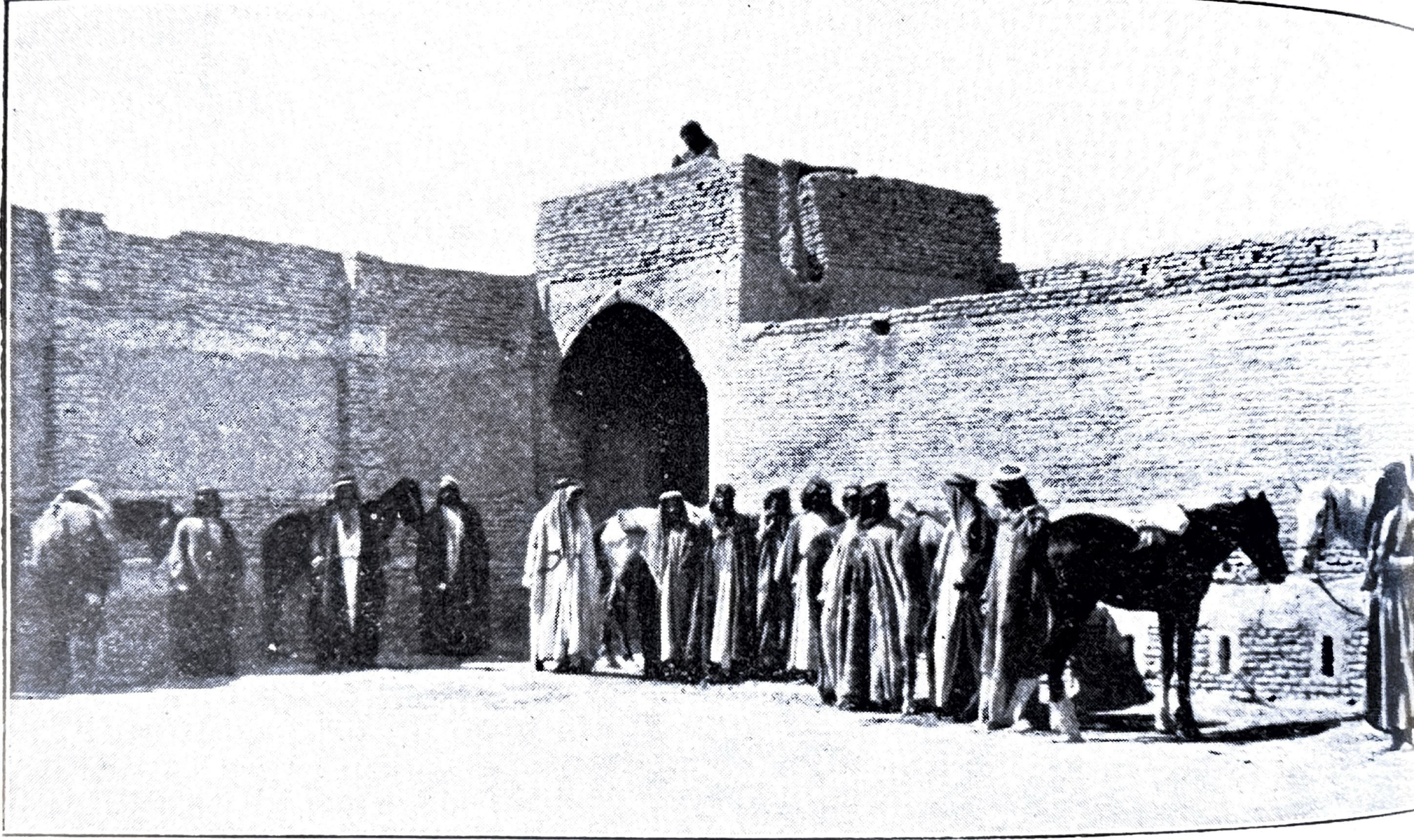
قلعة رُحَبة حوالي 1920، بعنوان من المؤلف جيمس سومرز مان: "رُحَبة: عرب الصحراء (مجندون عرب في الشرطة المحلية: حارس في برج المراقبة)".

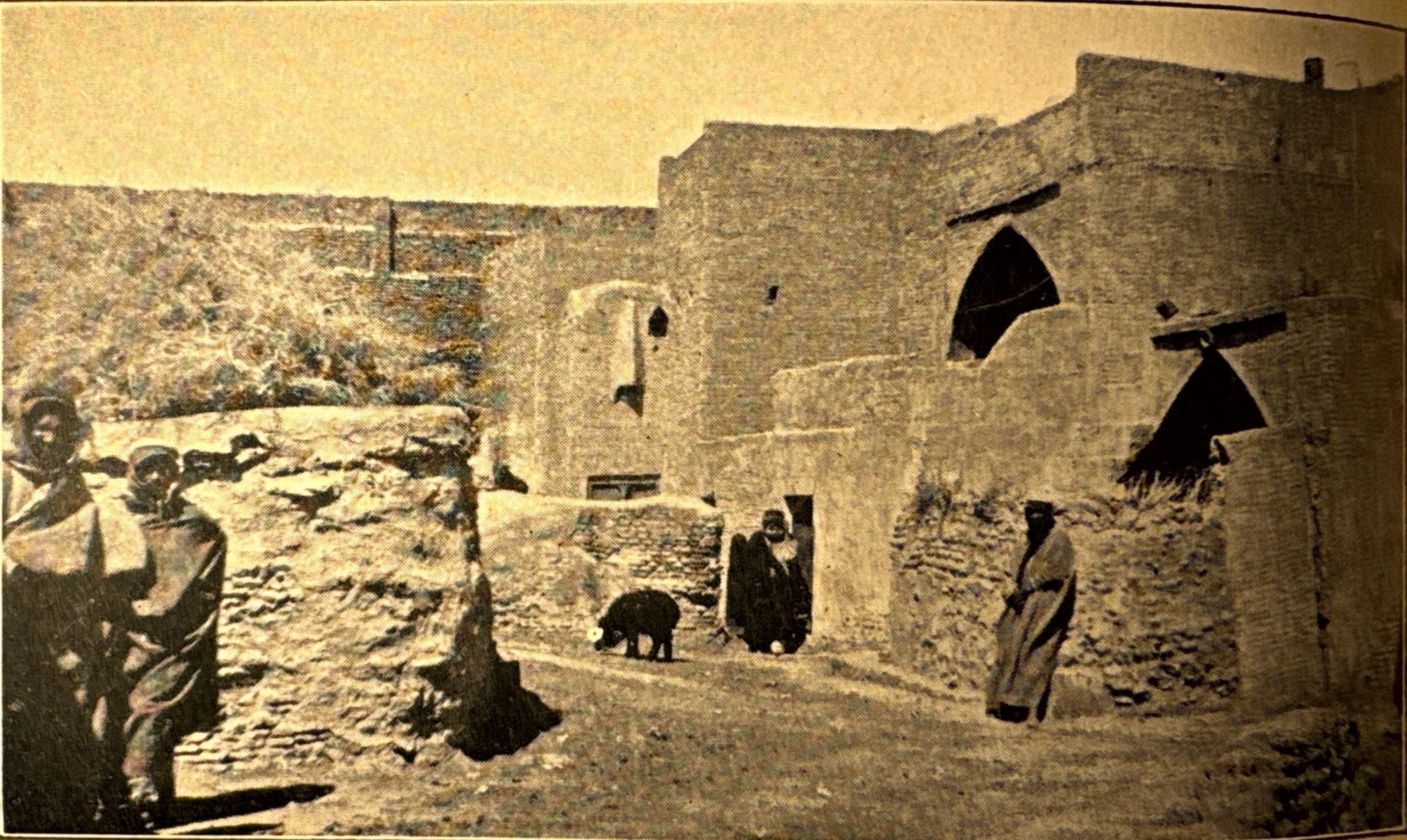
قلعة رُحَبة حوالي 1920، بعنوان من المؤلف جيمس سومرز مان: "داخل خان الرُحَبة. (بقايا من عظمة الخزاعل: ربما أقدم بكثير)".

ومن القلاع الأخرى التي كانت تابعة للخزاعل حصون حول لملوم، وأهمها قلعة سلمان في الطرف الشمالي لإحدى الأهوار الكبرى، وكانت تحكم نحو 20,000 نسمة في عشرينيات القرن التاسع عشر، إضافة إلى قلعة الرماحية التي أنشأها العثمانيون سابقًا.
أما قلعة رُحَبة، التي وصفها الإداري البريطاني جيمس سومرز مان بأنها "بقايا من عظمة الخزاعل"، فهي حصن بناه الخزاعل في القرن السادس عشر أو السابع عشر، على بُعد نحو 20 ميلًا جنوب غرب مدينة النجف. ورغم أن ما تبقى منها اليوم مجرد أطلال، فقد كانت القلعة نقطة مهمة لقبائل مثل شمر وعنزة القادمة من حائل والحجاز، حيث كانت تعمل كسوق للحبوب والخضروات القادمة من النجف. كما تُعرف بأنها موقع معركة القادسية التاريخية. وفي نوفمبر 2024، تمكّن الباحثون من تحديد موقع المعركة بشكل قاطع إلى جانب أطلال القلعة.

## الثروة
كانت سلالة الخزاعل الحاكمة معروفة بأنها أغنى أسرة في منطقة بلاد الرافدين، وإحدى أغنى الأسر في شبه الجزيرة العربية خلال القرون السابع عشر والثامن عشر والتاسع عشر، وذلك بفضل امتلاكها مساحات شاسعة من الأراضي، واحتكارها للصناعة الزراعية في بلاد الرافدين (المصدر الأساسي للثروة في تلك الفترة)، إضافة إلى نظام الضرائب الواسع الذي فرضته على طول طريق الحرير.
وبناءً على الضرائب التي كانت تدفع نادرًا إلى الدولة العثمانية على شكل فدية، فإن ثروتهم التقديرية كانت تعادل في العصر الحديث ثروة أسرة تمتلك مليارات الدولارات/الجنيهات ولها نفوذ سياسي واسع. وبخلاف هذه المدفوعات المبلّغ عنها، كان الخزاعل «معفون تمامًا من الإيرادات» لصالح الدولة.

### الزراعة
كان الخزاعل أكبر موردي الأرز والقمح والشعير في بلاد الرافدين، حيث كانوا يبيعون كميات ضخمة أساسًا إلى بغداد، إضافةً إلى قبائل بدوية في حائل (في السعودية حاليًا) عبر حصنهم في رُحَبة.
وكان رؤساء الخزاعل يعيّنون ممثلين عن كل عشيرة في إمارتهم لإدارة إنتاج الأرز في مناطقهم.
وتقدّر إحدى الروايات من عام 1800 أن حقول الأرز التابعة للخزاعل كانت تبدأ من الفرات وتمتد لمسافة تصل إلى 40 ميلًا داخل اليابسة.
أما من حيث الأراضي القابلة للزراعة، فقد كانت ضفة الفرات الغربية بأكملها من سوق الشيوخ حتى هيت ملكًا للخزاعل.

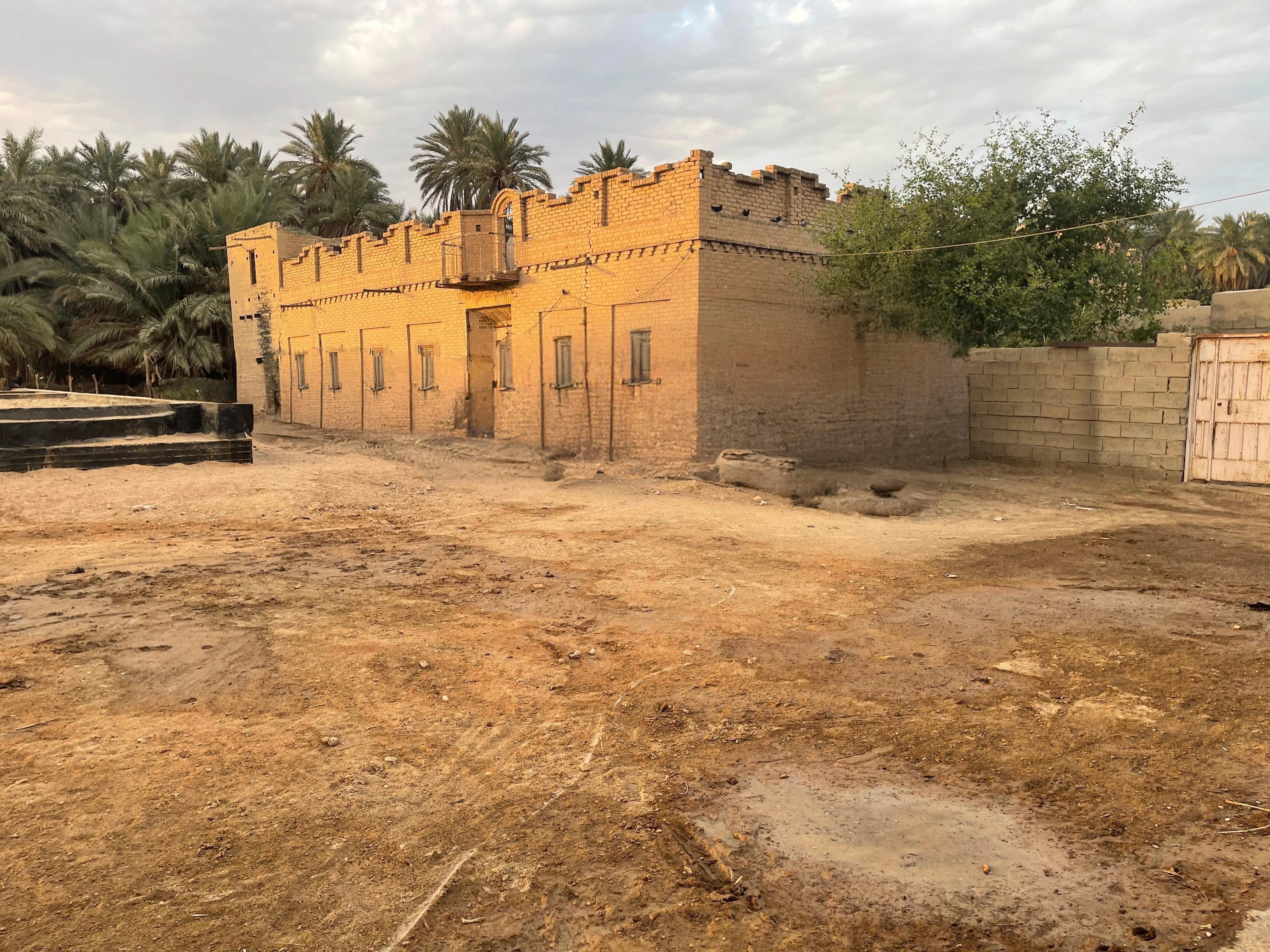
بقايا قصر الأمير شرمحي، أحد حكام مملكة الخزاعل، في ضواحي الديوانية.

في عام 1795، اشترى الخزاعل رفع حصار عثماني عن مملكتهم بفدية مقدارها 70,000 رأس من الأغنام و700 رأس جاموس. وكانت هذه الحيوانات مرتفعة القيمة نظرًا لتوفيرها منتجات الألبان والصوف واللحوم، مما يدل على امتلاك الخزاعل مئات الآلاف من الحيوانات الإضافية.

### الضرائب
في أغسطس 1855، ذكر والي بغداد العثماني رشيد باشا أن متأخرات الضرائب بلغت ‎52,794‎ جنيهًا إسترلينيًا في قضاء الهندية، و‎18,145‎ في الديوانية، و‎14,362‎ في الحلة، و‎25,098‎ في قضاء السماوة.
في ذلك الوقت، كانت هذه المناطق تحت حكم الخزاعل. وباستخدام نموذج قائم على الناتج المحلي الإجمالي بالجنيه الإسترليني، فإن مجموع متأخرات الضرائب البالغ ‎£110,399‎ في عام 1855 يعادل نحو ‎£410‎ مليونًا في عام 2024:
- الناتج المحلي الإجمالي للمملكة المتحدة في 1855: نحو ‎£700‎ مليون.[59]
- الناتج المحلي الإجمالي في 2023: نحو ‎£2.6‎ تريليون.
- معامل النمو = ‎2,600 ÷ 0.7‎ = ‎3,714×‎.

الحساب: ‎£110,399 × 3,714 ≈ ‎£410‎ مليون.
كما بلغت متأخرات الضرائب الإجمالية المبلّغ عنها من قبل الباشوات العثمانيين بين 1847 و1855 في هذه الأقضية الأربعة ‎23,151,418.373‎ قرشًا (كروشًا). وكان متوسط سعر الصرف نحو 110 قروش لكل جنيه إسترليني في خمسينيات القرن التاسع عشر. أي ما يعادل ‎£210,467‎. وبالتالي، فإن إجمالي متأخرات الضرائب غير المدفوعة المطالب بها من قبل الدولة العثمانية خلال 8 سنوات من حكم الخزاعل لهذه المناطق يعادل ‎£782‎ مليونًا في 2024.
وفي الفترة ذاتها (1847–1855)، ادعى العثمانيون أن 4,730 تَغارًا من القمح و6,919 تَغارًا من الشعير كانت مطلوبة للأغراض العسكرية؛ والتغار يساوي 1,025.6 كجم.
ومن الفديات الأخرى المبلغ عنها: في يوليو 1813، دفع الأمير 100,000 قرش إضافة إلى حمولة غير محددة من الأرز. وفي سبتمبر 1813، عرض شيخ منافس 160,000 قرش، وبعد هزيمته أمام الحكومة اضطر لدفع 200,000 قرش و2,000 تَغار من الأرز. وفي يوليو 1819، وبعد هزيمة جديدة، أُجبر حكام الخزاعل على دفع 250,000 قرش و10,000 تَغار من الأرز (بقيمة مكافئة تبلغ 2.4 مليون قرش)، أخذها داود باشا كغنيمة.
وفي عام 1816، كان سعر الصرف بين الجنيه الإسترليني والقرش العثماني ‎£1‎ : 19 قرشًا.
وباحتساب ما مجموعه 3.59 مليون قرش، بما في ذلك القيم المكافئة للتغار، فإن ذلك يعادل قيمة قدرها ‎£188,947‎ في ذلك الوقت. ومع تقدير الناتج المحلي الإجمالي البريطاني في 1819 بنحو ‎£430‎ مليونًا، فإن القيمة الحديثة في 2023، باستخدام نموذج الناتج المحلي الإجمالي، تساوي تقريبًا ‎£1,142,562,509‎ (1.14 مليار جنيه إسترليني).

### رسوم طريق الحرير
أقام شيوخ الخزاعل أيضًا محطات جباية على طول نهر الفرات وعلى الطرق البرية الرئيسية؛ إذ كان الفرات النهر الرئيسي الذي يربط البصرة بـبغداد، بينما كان نهر دجلة أطول وبالتالي أكثر تكلفة للنقل، وكانت الطرق البرية تربط البصرة بـحلب ودمشق وصولًا إلى أوروبا. ونظرًا لوقوع العراق في قلب طريق الحرير الذي يربط الهند وآسيا بـأوروبا، فقد حقق الخزاعل ثروات هائلة من هذه الرسوم.
كانت إحدى أهم محطات الجباية الخزاعلية في لملوم، وقد دمّرها العثمانيون في 1765.
وشملت محطات الجباية النهرية الأخرى الرماحية والسماوة، مع امتداد السيطرة حتى شط العرب.
وتتضح أهمية هذه الطرق التجارية عندما كان الخزاعل يهددون القوافل أو يمنعون المرور في أراضيهم أواخر القرن الثامن عشر؛ إذ قامت الإمبراطورية البريطانية عبر ويليام ديغز لاتووش، ممثل شركة الهند الشرقية في البصرة، بتزويد والي بغداد العثماني عام 1781 بـ 300 بندقية و20 زوجًا من المسدسات عبر سفينة "ميركوري" لتعزيز الرد المسلح ضد "عرب الغسّال" (الخزاعل). كما أشار الوالي إلى حاجته لـ 50,000 قرش لبناء سفينتين حربيتين من نوع غليون لحماية طرق التجارة في البصرة من الخزاعل.)

## التشيع وانهيار الدولة العثمانية
على الرغم من النجاح المؤقت الذي حققته الدولة العثمانية في منتصف القرن التاسع عشر في كسر قوة الخزاعل، فإن التمردات المتتالية والمقاومة المستمرة للخزاعل على مدى أربعة قرون تُعزى إليها، بحسب عدد من الباحثين، كونها السبب الرئيسي في تفكك الدولة العثمانية في العراق والمنطقة الأوسع.
لقد تأسست قوة الخزاعل كأقوى إمارة في العراق بشكل كبير بفضل اعتمادهم على قنوات الفرات، التي وفرت الأمن الغذائي، وأراضٍ خصبة لتربية الماشية، ومناطق يتعذر على القوات العثمانية الوصول إليها. وفي محاولة لإضعاف الخزاعل، عبثت الحكومات العثمانية المتعاقبة على مدى قرنين بالمجاري الطبيعية للفرات، مما أدى إلى تدهور شديد في القناة الرئيسية (قناة الحلة). ونظرًا لأن محمّل الفرات من الطمي يزيد بأربع إلى خمس مرات على نهر النيل، فقد توقفت قناة الحلة بحلول خمسينيات القرن التاسع عشر عن كونها المجرى الرئيسي للفرات، وانتقل التدفق إلى قناة الهندية، التي اكتمل إنشاؤها عام 1793، وجلبت المياه إلى مدينة النجف المقدسة لدى الشيعة.
ورغم أن ذلك دفع الخزاعل إلى هجر بعض مدنهم التاريخية، إلا أن له أثرًا كبيرًا في ترسيخ الشيعة كأغلبية دينية في العراق. فقبل زيادة تدفق المياه، كانت النجف تكافح من أجل النمو بسبب ندرة المياه، وكانت معظم الاتحادات القبلية سنة (باستثناء قلة، مثل الخزاعل). لكن زيادة المياه المتدفقة إلى النجف وكربلاء أدت إلى موجة واسعة من التحول إلى المذهب الشيعي في العراق، إذ أصبحت المدينتان المقدستان أكثر قدرة اقتصاديًا على تأسيس مراكز تعليمية، وزيادة الاستيعاب، وإرسال «دعاة» إلى المناطق القبلية. وبعد معاناة معظم القبائل من ظلم الحكومات العثمانية السنية، رأت هذه القبائل في التشيع شكلًا من الإسلام يركز على مقاومة الطغيان، مما شجعها على اعتناقه.
وبذلك، ورغم أن القوة الأساسية للخزاعل كانت قد تحطمت، إلا أن الدولة العثمانية خلقت «مشكلة شيعية» قوّضت شرعية السلاطين العثمانيين الذين حاولوا أن يثبتوا أنفسهم كخلفاء الإسلام الجامعين للمسلمين. وقد وحّد ذلك القبائل ضدهم، وبمجرد وصول الإدارة البريطانية خلال الحرب العالمية الأولى، كان العثمانيون أضعف من أن يهزموا القبائل والقوات البريطانية معًا، مما أدى إلى نهاية احتلالهم للعراق الذي دام 383 عامًا.